# 慶雲県 (遼寧省)
慶雲県（けいうん-けん）は中華人民共和国遼寧省にかつて存在した県。現在の遼寧省康平県南東部に位置する。
遼代に祺州の州治として設置された密雲県を前身とする。まもなく慶雲県と改称されたが、元代に廃止された。